# Stadio Città di Lanús-Néstor Díaz Pérez
Lo Stadio Città di Lanús-Néstor Díaz Pérez (in spagnolo Estadio Ciudad de Lanús-Néstor Díaz Pérez), meglio noto come La Fortaleza (it. La fortezza), è uno stadio calcistico di Lanús, situato tra via Arias e via Guidi (quest'ultima chiamata così in omaggio a Juan Guidi), nella provincia di Buenos Aires, in Argentina. Ha capienza di 47 027 posti.
Ospita le gare casalinghe del Club Atlético Lanús ed è usato anche per accogliere concerti.

## Caratteristiche strutturali
La Fortaleza è fatta di cemento e possiede una capienza di 47 027 posti, dei quali 8 500 a sedere e oltre 500 palchi moderni, dopo le diverse ristrutturazioni che ha subito nel 1990, 2003 e 2012 è uno dei migliori stadi d'Argentina arrivando al 9 posto in capienza. Il vecchio stadio fondato nel 1929 fu completamente rimodellato dal 1990 quando iniziarono i lavori e finirono nel 2003.
Le dimensioni del campo di gioco sono di 105 metri per 70.
Sotto le tribune funzionano diverse dipendenze del Club. Sotto la tribuna Alejandro Solito (chiamata così in omaggio ad un ex dirigente del Club), si trovano le pensioni giovanili chiamate "Beto Colaciatti" in omaggio ad un ex calciatore che collaborò ne settore giovanile ed amateur, venuto a mancare nel 2016.
La pensione possiede una capacita per 60 giovani che arrivano alla periferia di Buenos Aires da ogni punto del paese. La pensione possiede inoltre una scuola superiore sotto l'altra tribuna ufficiale, finire la scuola superiore é un requisito per poter firmare un contratto con il club e poter esordire in campionato.
Sotto il palco ufficiale funziona una sede amministrativa del club dal 2014 ed un moderno ristorante tematico del Club AtléticoLanús.

## Storia

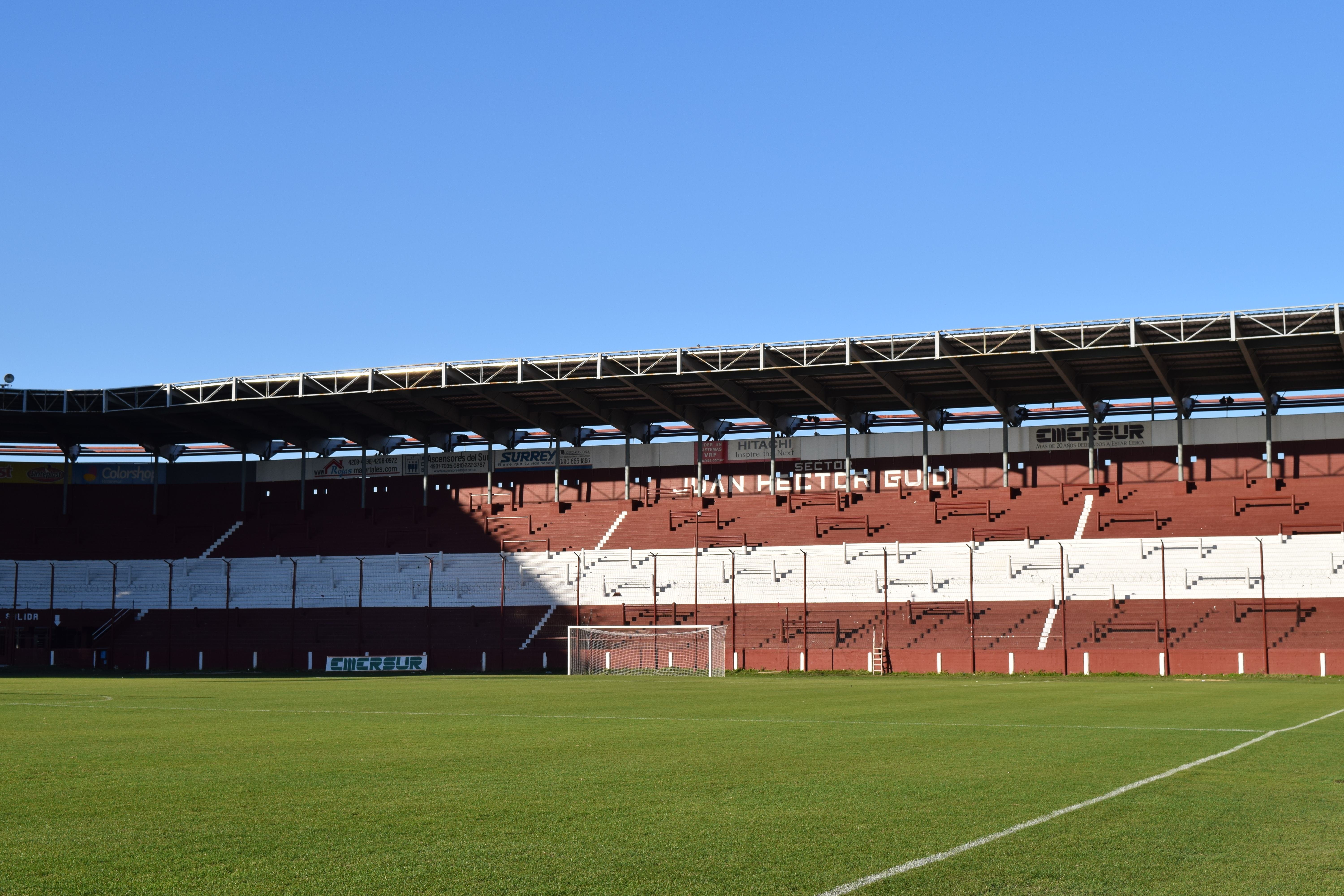
Vista della Fortaleza

È stato inaugurato il 24 febbraio 1929 con l'incontro tra Lanús e Boca Juniors, risoltosi 1-0 in favore dei locali. Ha subito tre ristrutturazioni, una nel 1990, una nel 2003, e un'ultima nel 2012.
Il primo stadio del Lanus si trovava nel cuore del quartiere di Lanus est e sebbene fu soggetto di forti ristrutturazioni ospita le gare del club sin dal 1929.
Originalmente le tribune erano di legno con una capienza iniziale inferiore ai 20.000 posti.

## Ristrutturazioni
Lo stadio originale con tribune di legno e senza tribune angolari fu rimodellato dal 1990 fino al 2003. I lavori compresero la completa ristrutturazione delle tribune laterali e frontali di legno in cemento, e la creazione di nuove tribune per unire le tribune laterali e le frontali, portando la capacita dello stadio di circa 30.000 posti ai 47.000 attuali.
Nel 2006 furono ampliate la cabine di trasmissione TV e radio, nel 2008 fu costruita la pensione giovale, nel 2010 fu coperta la tribuna principale e nel 2012 la tribuna laterale fu ampliata e coperta, lasciando solo la tribuna per gli ospiti allo scoperto.
Inoltre nel corso degli anni del 2012 fino ad oggi furono rimodellati gli spogliatoi, la sala per le conferenze stampe, uno store officiale del club, una palestra di alta complessità e un ristorante.